# 펜실베이니아 인디애나 대학교
펜실베이니아 인디애나 대학교(Indiana University of Pennsylvania, IUP)는 미국 펜실베이니아주 인디내아에 위치한 공립 연구형 대학이다. 2021년 가을 기준으로 이 대학교의 등록 학생 수는 7,044명의 학부생, 1,865명의 대학원생, 총합 9,009명이다. 이 대학은 피츠버그에서 북동쪽으로 89킬로미터 지점에 위치해 있다.